# The Bells (film 1913 Lessey)
The Bells è un cortometraggio muto del 1913 diretto da George Lessey.

## Trama
Un assassino è terrorizzato dallo spirito della sua vittima.

## Produzione
Il film fu prodotto dalla Edison Company.

## Distribuzione
Distribuito dalla General Film Company, il film - un cortometraggio in una bobina - uscì nelle sale cinematografiche degli Stati Uniti il 26 luglio 1913.